# Giuseppe Maggiolini
Giuseppe Maggiolini (Parabiago, 13 novembre 1738 – Parabiago, 16 novembre 1814) è stato un ebanista italiano, di corrente tardo-barocca e soprattutto neoclassica.
Anche se storicamente viene ricordato come "Maestro d'intarsio", è più corretto definirlo "Maestro in ebanisteria", dato che nell'intarsio al legno vengono affiancati altri materiali (come ad esempio l'avorio), mentre l'ebanisteria pretende l'utilizzo esclusivo di legnami in qualità e tipologie diverse, come nel caso del Maggiolini.

## Biografia

### La famiglia di Giuseppe Maggiolini

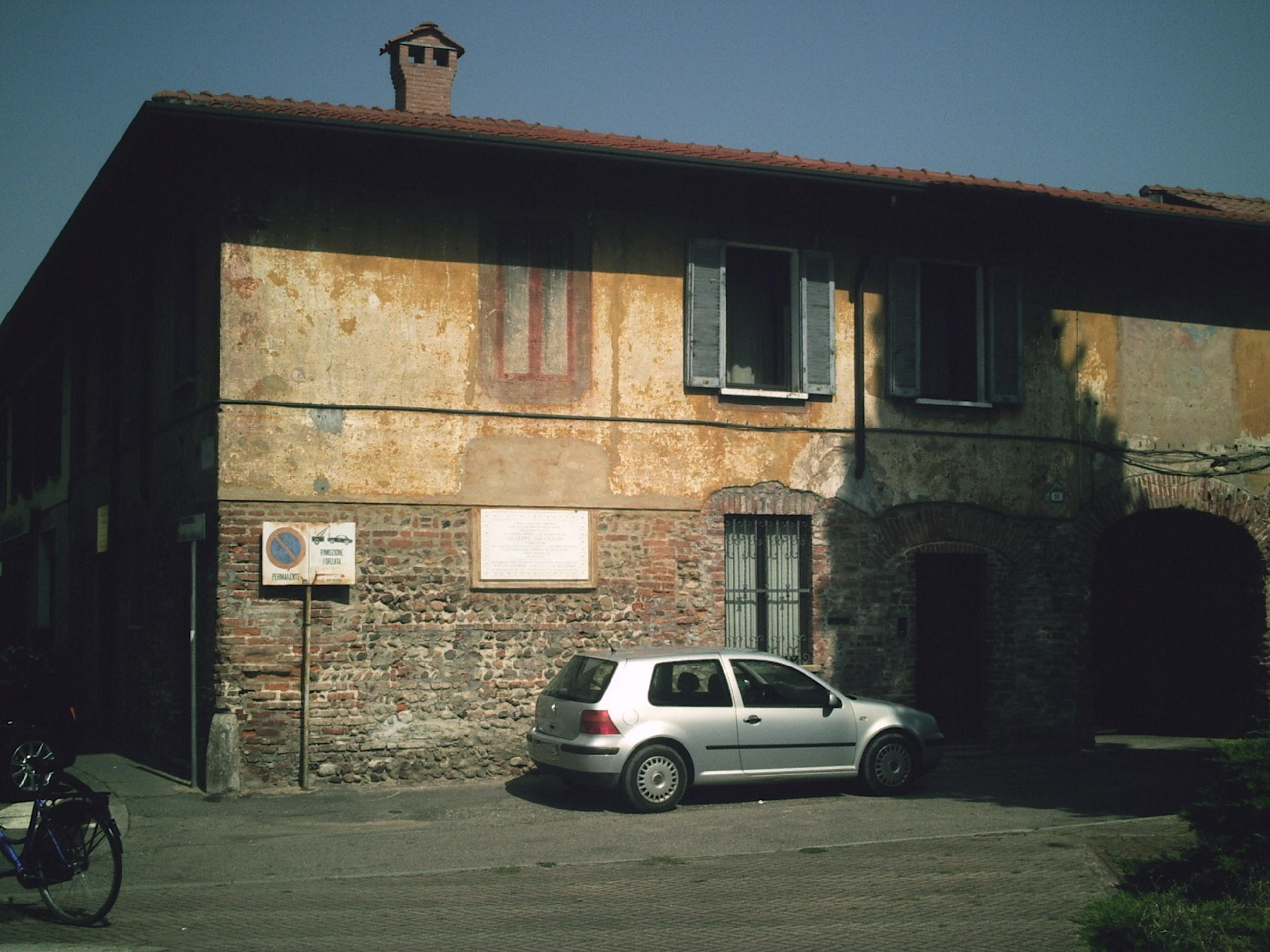
La prima bottega dell'ebanista
Parabiago

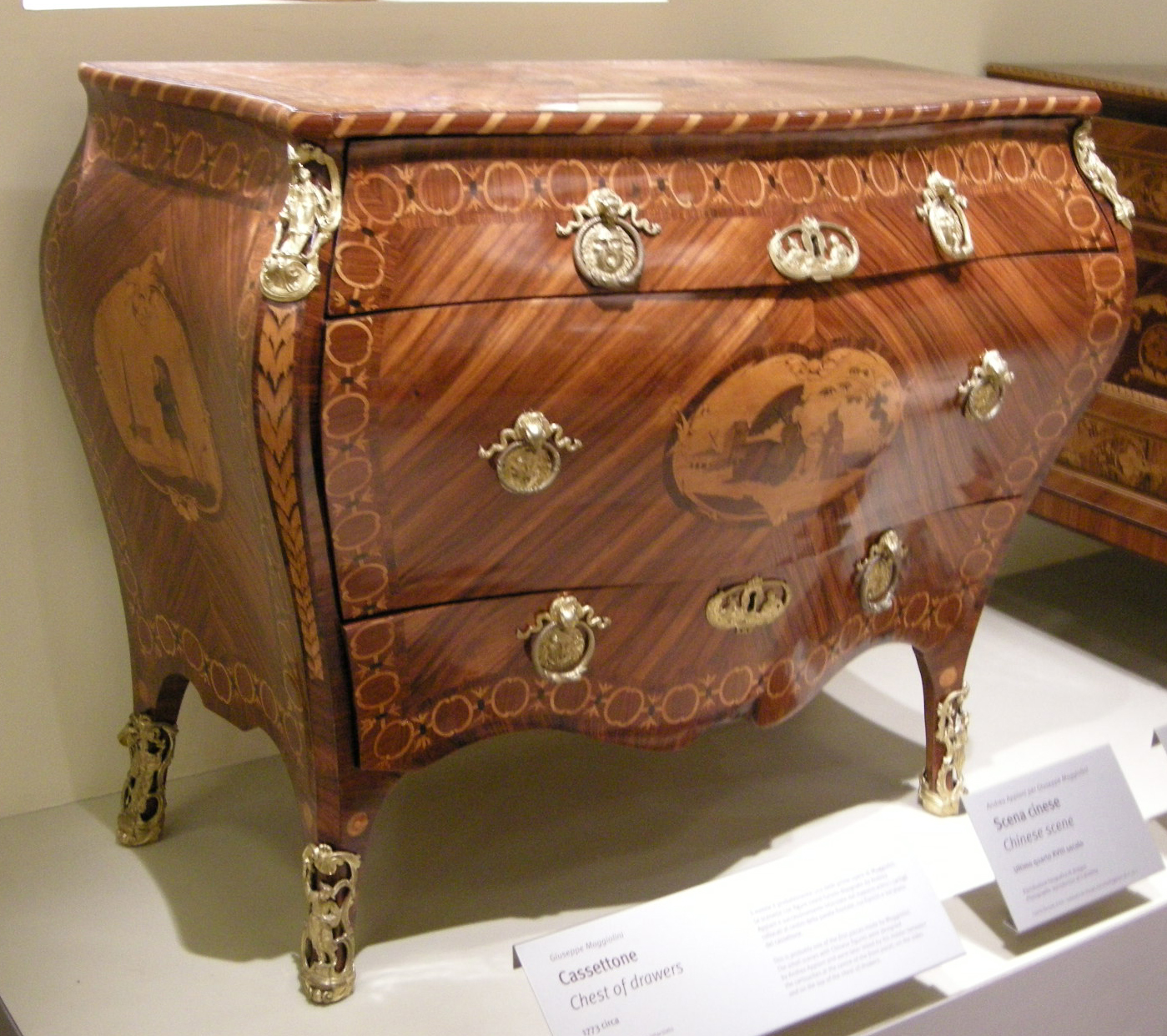
Cassettone
1773 circa

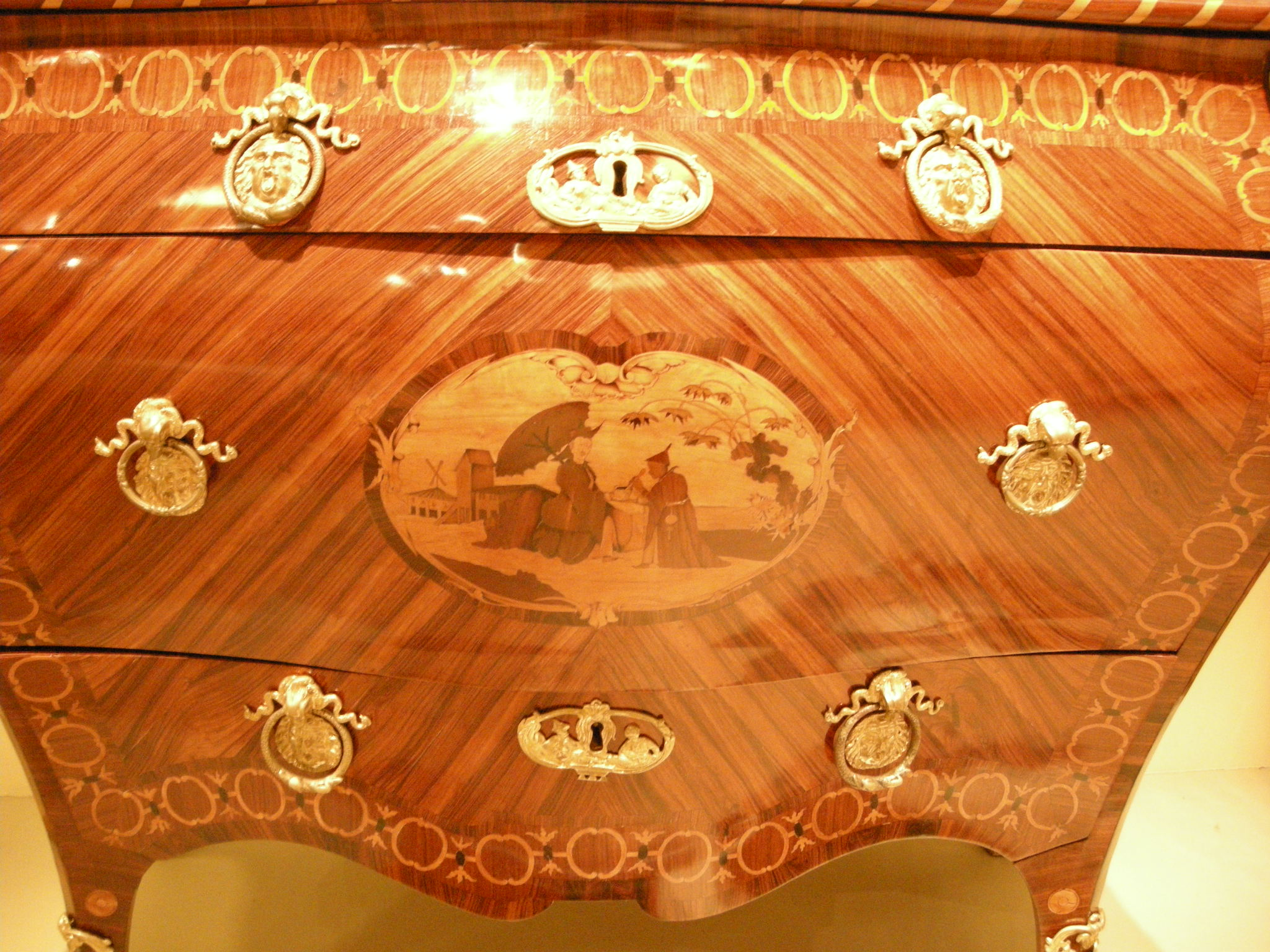
Cassettone con scena cinese disegnata dal pittore Andrea Appiani
1773 circa

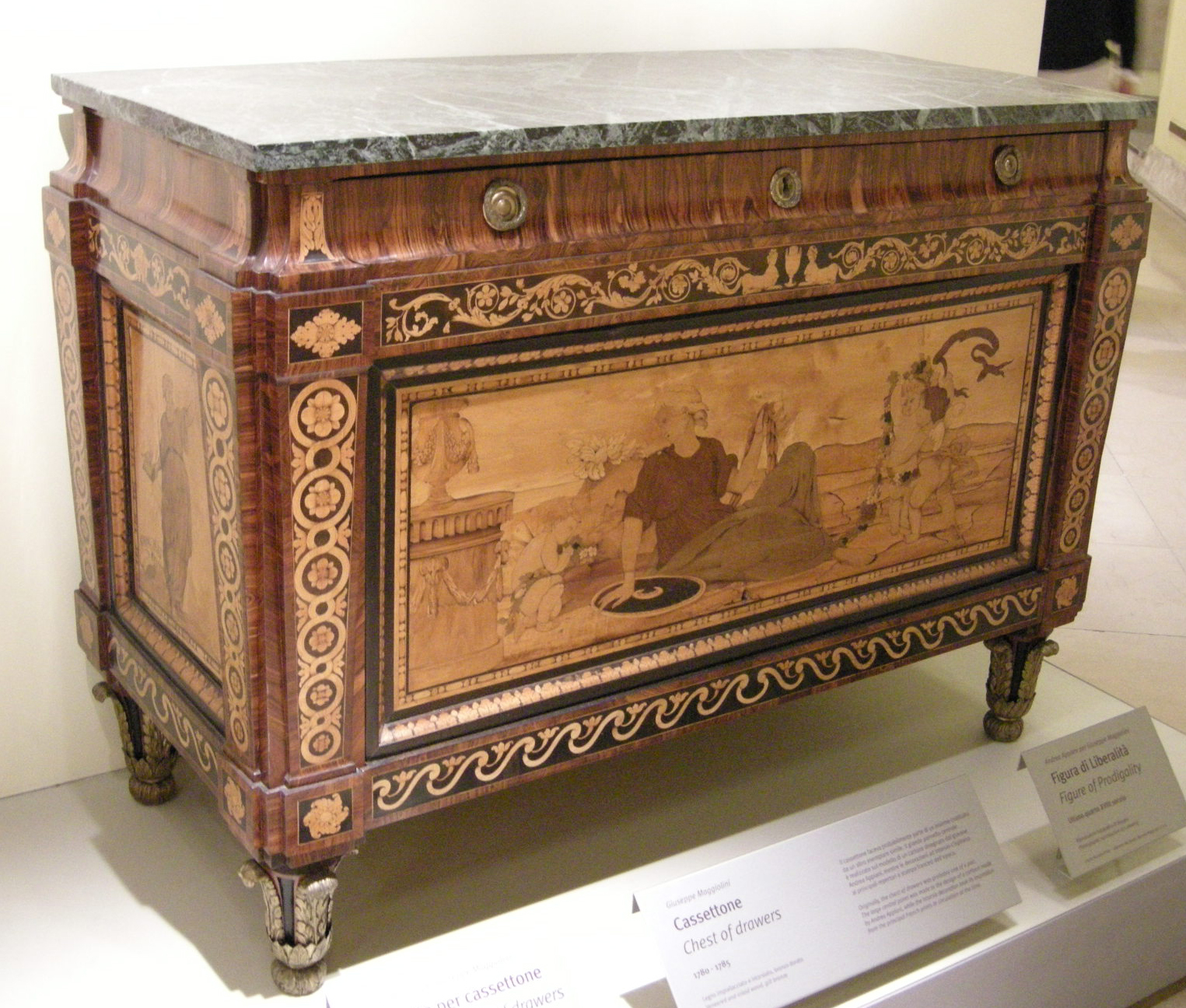
Cassettone
1780-1785

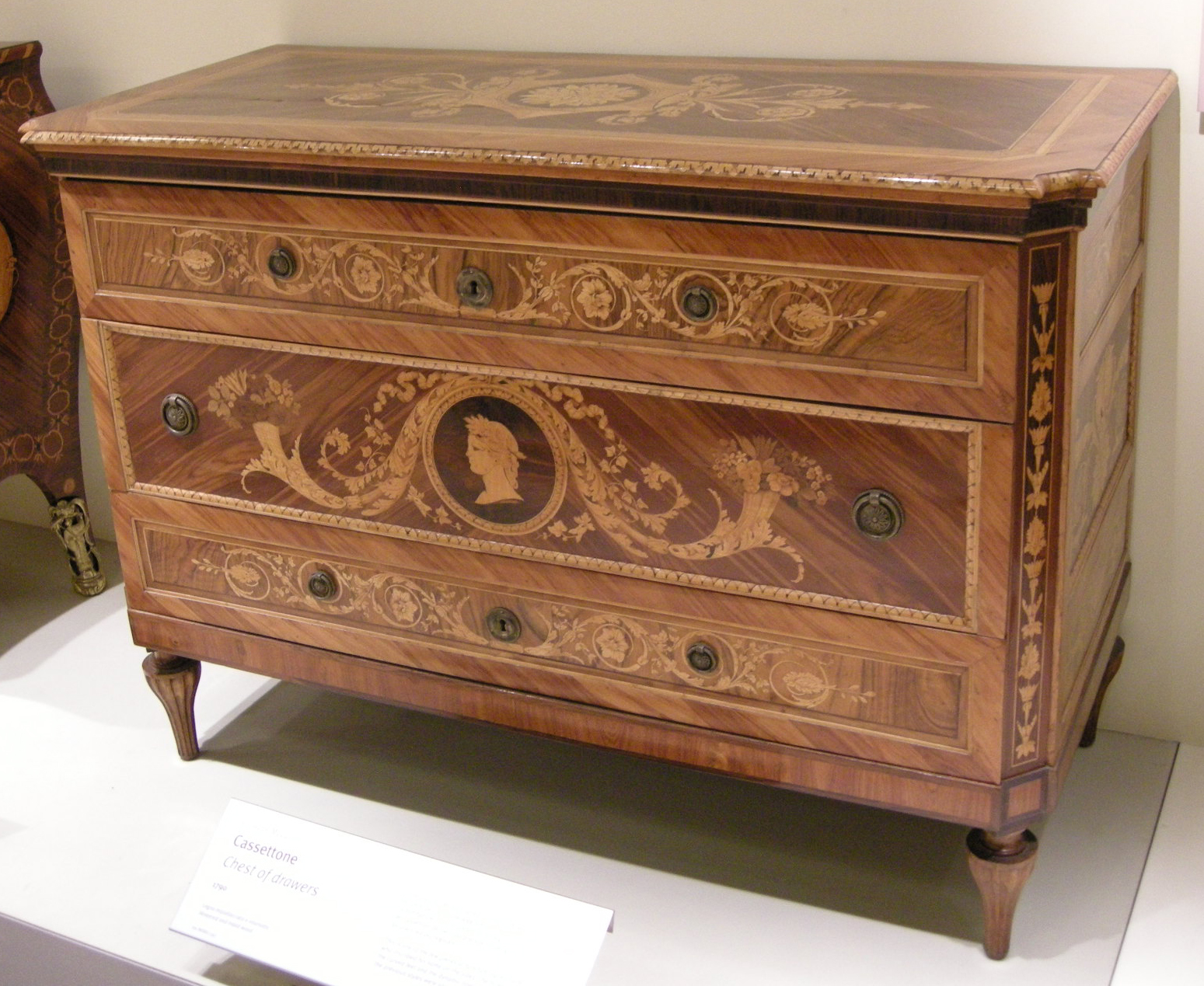
Cassettone
1790

Giuseppe Maggiolini nasce a Parabiago il 13 novembre 1738 ed è il secondo genito di Gilardo Maggiolini. La provenienza di Gilardo Maggiolini non è nota, in un documento appare come persona di fiducia del Marchese Cosimo Cesare Moriggia, grande di Castiglia, feudatario della Valtravaglia e proprietario di una tessitura e di una grande tenuta in Parabiago.  
La madre apparteneva alla famiglia dei Cavaleri, imparentata con i Masetti di S. Giorgio su Legnano, due tra le maggiori famiglie di possidenti terrieri della zona, sin dal XVI secolo. 
Si presume che Giuseppe con il fratello maggiore Carlo Andrea (1735-1808) fosse educato nella scuola del monastero dei Cistercensi di S. Ambrogio della Vittoria e che nel laboratorio di falegnameria, diretto dal Calati di Canegrate, avvenisse la sua formazione tecnica. Possiamo ipotizzare anche per Carlo Andrea lo stesso tipo di istruzione del fratello minore Giuseppe. Altro luogo di formazione, con il quale i due fratelli potevano avere contatti è il Collegio Cavalleri, rinomato istituto di istruzione per nobili giovinetti.
Gilardo Maggiolini muore tra il 1753 e il 1757. I padrini di battesimo di Carlo e Giuseppe subentreranno al padre. La data della morte della loro madre Caterina non è conosciuta. 
Figura di rilievo nella formazione di Maggiolini, è il Sacerdote insegnante Antonio Maria Coldiroli. Questi nasce a Parabiago nel 1728 ed è figlio di Pietro Paolo padrino di battesimo di Giuseppe. Ricopre la carica di rettore del Collegio Cavalleri, e muore a Parabiago nel 1793. Coldiroli, a cui vengono attribuite vaste competenze, è per Giuseppe un altro fratello maggiore da cui apprendere.
Maggiolini si sposa il 26 gennaio 1757 con Antonia Margherita Vignati (1728 - 1812). Questa data viene anche citata come la nascita della bottega maggioliniana. Non è dato però sapere se l'attività nascesse con il contributo dei padrini, se Carlo Andrea ne fosse il promotore, il socio, oppure del tutto estraneo. Il nome “Carlo”, lo stesso del primo figlio di Giuseppe, può aver generato degli equivoci. 
Dal matrimonio nasceranno quattro figli, due di essi moriranno in tenera età. Il maggiore di questi, Carlo Francesco (1758 - 1834), è noto come collaboratore ed erede della bottega. Il terzogenito Giovanni Gerardo (1764 - 1796) è stato sinora sconosciuto alle cronache, ma non è da escludere una sua presenza nell'attività famigliare, visto che la data della sua morte a trentadue anni viene registrata come un periodo di crisi sia personale di Giuseppe Maggiolini sia della bottega. 
Antonia Vignati, nasce a Villastanza. Di lei sappiamo solo che è orfana di madre. Quella dei Maggiolini era un'impresa di famiglia, probabilmente anche lei aveva un suo ruolo.
Un'altra figura rilevante per Maggiolini fu il figlio di Cosimo Cesare Moriggia. Il giovane Marchese Giambattista (? - 1783), educato a Parabiago nel Collegio Cavalleri, verrà poi sempre citato come suo protettore. Giambattista Moriggia infatti, nel 1771 introdurrà Maggiolini alla corte arciducale di Milano commissionandogli importanti lavori, che gli procureranno fama europea.

### Presso gli Asburgo d'Austria
Nel 1765, Giuseppe Levati gli affidò la realizzazione di un canterano per Villa Litta, dimora del Marchese Pompeo Litta a Lainate (MI), su disegno dello stesso pittore: quando finì l'opera, la finezza del lavoro superava di gran lunga il progetto stesso. 

Successivamente collaborò alle decorazioni in occasione della festa di nozze dell'Arciduca Ferdinando d'Austria, figlio dell'Imperatrice Maria Teresa d'Asburgo, con Maria Beatrice d'Este, iniziando così a lavorare per la corte asburgica. Infatti nel 1771 gli fu affidata la realizzazione dei pavimenti, del Palazzo di Corte in Milano, che era in fase di ristrutturazione per opera di Giuseppe Piermarini: fu proprio in questa occasione che conobbe l'architetto folignate ed altri artisti, tra i quali anche il pittore Andrea Appiani e l'architetto Giocondo Albertolli. 

Grazie a queste conoscenze, Maggiolini, nel 1780, chiamò il Piermarini stesso per la progettazione della facciata della chiesa dei SS. Gervasio e Protasio in Parabiago,  e insieme l'Albertolli, per le decorazioni interne.
Ancora per i Sovrani austriaci lavorò, nel 1777, alle pavimentazioni, alle decorazioni ed al mobilio di arredo della Villa Reale di Monza.
L'Arciduca stesso gli conferì il titolo di Intarsiatore della Corte Asburgica. Divenne famoso, ed il suo nome riecheggiò nelle varie corti europee.

### Maestro ebanista
Fu così che il nome di Maggiolini, venne legato alla decorazione ebanistiche di mobili, tra cui i più tipici sono: comodini, stipi, cofanetti e scatole-scrigno. Ormai famoso, lavorò per le maggiori famiglie milanesi e per la maggior parte delle corti europee, specializzandosi nella realizzazione di cassettoni, impiegando almeno 86 tipi di legni differenti: dalle Americhe gli arrivavano mogano ed ebano, da Como e Lecco, giungevano acero, agrifoglio, ulivo, bosso e biancospino; utilizzava solo i colori naturali, ad eccezione di verde, blu, celeste e rosa pallido, che otteneva tramite immersione delle tarsie di platano verde in soluzioni chimiche colorate a base di silicati, poiché non esistono legnami di tali cromie; invece per ottenere l'effetto ombreggiato, metteva le tessere d'intarsio nella sabbia rovente.
I suoi mobili, realizzati con pure linee geometriche, secondo il sobrio gusto neoclassico, vennero decorati ad intarsio, su cartoni forniti dai maggiori artisti dell'epoca, tra cui gli stessi Giuseppe Levati ed Andrea Appiani, con soggetti mitologici, allegorici o "alla cinese". Erano mobili di ogni genere: da camera, da sala, da gabinetto, ecc..
Lavorò con lo stesso metodo anche quadri e portoni interi.
A lui è attribuita l'invenzione del tavolo a letto, commissionatogli dagli Asburgo, in seguito ad una influenza stagionale, presa dall'Arciduchessa Maria Beatrice.
Pur essendo così famoso, mantenne la sua bottega nel paese natio, addirittura nel 1791 acquistò una seconda bottega, presso il fabbricato del Collegio Cavalleri.

### Periodo napoleonico
Era il 1796, quando il suo mecenate, l'Arciduca Ferdinando, fu spodestato dai rivoluzionari francesi. I nuovi dominatori portarono in Italia, con le mode dell'epoca, anche un nuovo gusto di mobili, in mogano ed ottone. Giuseppe dovette a malincuore ridurre la sua produzione ed adattarla alla nuova moda.
Tornò entusiasta nel 1805 quando, in concomitanza dell'incoronazione di Napoleone in Milano, gli fu richiesto di eseguire, in solamente otto giorni, una scrivania per la Sala Imperiale. 

Il nuovo Imperatore apprezzò subito l'arte del parabiaghese e lo invitò a lavorare per la famiglia Bonaparte.
Quest'incarico tuttavia durò solo quattro anni: nel 1809 si allontanò spontaneamente, a causa delle antipatie crescenti verso il regime francese.

### Morte e celebrazioni
Giuseppe Maggiolini morì il 16 novembre 1814, a Parabiago, all'età di 76 anni, lasciando la bottega al figlio Francesco e all'allievo Cherubino Mezzanzanica.
Interessanti furono le due mostre dedicategli dal Comune di Parabiago all'interno della storica Villa Corvini: la prima nel 1965 a 200 anni dal primo importante lavoro commissionatogli dal pittore Giuseppe Levati per Villa Litta a Lainate; la seconda nel 2014, a 200 anni dalla sua morte; quest'ultima faceva parte di un percorso celebrativo, realizzato grazie all'ampio coinvolgimento delle istituzioni scolastiche e delle associazioni di Parabiago. A lui è dedicata la piazza centrale di Parabiago sulla quale affaccia la chiesa parrocchiale.